# Daria Paszek
Daria Paszek est une joueuse de volley-ball polonaise née le 30 août 1991 à Krotoszyn. Elle mesure 1,84 m et joue au poste de réceptionneuse-attaquante. 

## Clubs
| Club                     | De        | À         |
| ------------------------ | --------- | --------- |
| Astra Krotoszyn          |           | 2006-2007 |
| SSK Calisia Kalisz       | 2007-2008 | 2007-2008 |
| AZS AWF Poznań           | 2008-2009 | 2008-2009 |
| PTPS Piła                | 2009-2010 | 2013-2014 |
| LTS Legionovia Legionowo | 2014-2015 | 2015-2016 |
| MKS Dąbrowa Górnicza     | 2016-2017 | 2016-2017 |
| Trefl Proxima Cracovie   | 2017-2018 | 2017-2018 |
| Rote Raben Vilsbiburg    | 2018-2019 | …         |

## Palmarès
- Jeux européen
  - Finaliste : 2015.